# اقتصاد موزمبيق
تطور اقتصاد موزمبيق منذ نهاية الحرب الأهلية الموزمبيقية (1977-1992)، ولكن البلاد لا تزال واحدة من أفقر دول العالم وأكثرها تخلفاً. في عام 1987 شرعت الحكومة في سلسلة من الإصلاحات الاقتصادية الكلية تهدف إلى تحقيق الاستقرار في الاقتصاد. وقد أدت هذه الخطوات، جنباً إلى جنب مع مساعدات المانحين ومع الاستقرار السياسي منذ الانتخابات متعددة الأحزاب في عام 1994 إلى تحسينات كبيرة في معدل النمو في البلاد.
احتلت موزامبيق المركز 126 في مؤشر الابتكار العالمي عام 2023. في حين تراجعت للمركز 128 في مؤشر عام 2024.

## التاريخ

### الدولة المستقلة

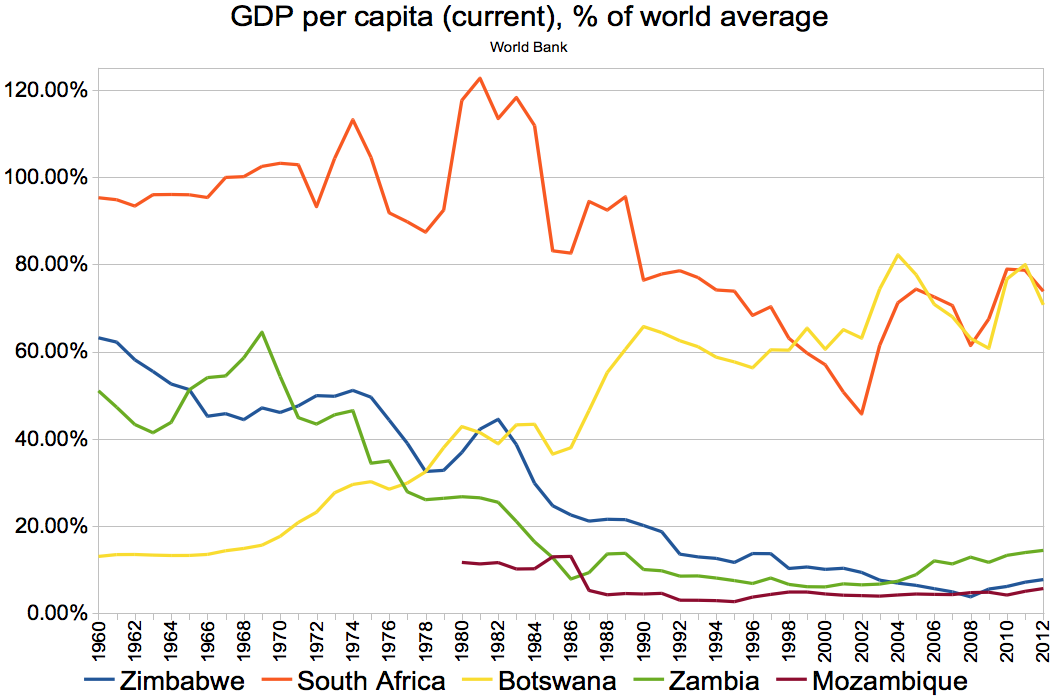
نصيب الفرد من الناتج المحلي الإجمالي مقارنة بالدول المجاورة (المتوسط العالمي = 100)

أصبحت موزمبيق دولة مستقلة في عام 1975. ودفع نزوح البرتغاليين واندلاع الحرب الأهلية الموزمبيقية في عام 1977 إلى حالة من الفوضى. سهلت الهجرة الجماعية للبرتغاليين بعد الاستقلال في عام 1975 استيلاء الموزمبيقيين على العديد من القطاعات. ولكن أدت الهجرة الجماعية، إلى خسارة فادحة في المهنيين ورجال الأعمال والعمال.
وأجبرت الحرب الأهلية والحاجة الطاحنة الحصول على المساعدات، الحكومة للتفاوض مع البنك الدولي وصندوق النقد الدولي في عام 1986 حول برامج الإصلاح الاقتصادي. وتطلبت برامج الإصلاح خصخصة الصناعات الكبرى، وتقليل الإنفاق الحكومي، وتحرير الاقتصاد.
اليوم، لا تزال الزراعة تهيمن على الاقتصاد. وفي السنوات التي تلت الحرب، فاقت قيمة الواردات قيمة الصادرات بنسبة 5 إلى 1 أو أكثر وهو عامل يلزم موزمبيق بالاعتماد بشكل كبير على المساعدات والقروض الأجنبية. حيث في عام 1995 وحده، تلقت موزمبيق 1.115 مليار دولار كمساعدات. وفي عام 1999، بلغ إجمالي الدين الخارجي 4.8 مليار دولار.

## القطاعات
انخفضت جميع القطاعات الاقتصادية بشكل حاد بعد استقلالها عن البرتغال عام 1975، ولكنها استقرت في 2000عام  بعد نهاية الحرب الأهلية الموزمبيقية.

### الزراعة والصيد
تعتبر الزراعة في موزمبيق الدعامة الأساسية للاقتصاد وتتمتع البلاد بإمكانيات كبيرة للنمو في هذا القطاع. يعمل في الزراعة 77 في المائة من القوة العاملة. ساهمت الزراعة بنسبة 31.5 في المائة من الناتج المحلي الإجمالي في عام 2009، في حين شكلت التجارة والخدمات 44.9 في المائة. ويرتكز القطاع على تصدير الأسماك (الجمبري والروبيان في المقام الأول)، الأخشاب،  وزراعة الكاجو والجوز والحمضيات، القطن، جوز الهند، الشاي والتبغ.
المحاصيل النقدية الرئيسية هي السكر ولب جوز الهند والكاجو والشاي والتبغ. وتعد المنتجات البحرية، وخاصة القريدس، أكبر صادرات موزمبيق. هناك وفرة من الموارد البحرية التي لم يتم استغلالها بالكامل.
أنتجت موزامبيق في 2018:
- 8.5 مليون طن من الكسافا (تاسع أكبر منتج في العالم) ؛
- 3 ملايين طن من قصب السكر ؛
- 1.6 مليون طن من الذرة ؛
- 625 ألف طن من البطاطا الحلوة .
- 578 ألف طن من الموز .
- 343 ألف طن من الطماطم .
- 273 ألف طن من البطاطس ؛
- 227 ألف طن من جوز الهند .
- 138 ألف طن من البصل .
- 134 ألف طن من الأرز .
- 108 ألف طن من الكاجو (11 أكبر منتج في العالم) ؛
- 107 آلاف طن من الفول السوداني ؛
- 93 ألف طن من التبغ .
- 90 ألف طن من السورغم.
- 89 ألف طن من اللوبيا ؛
- 85 ألف طن من حبوب الخروع .
- 66 ألف طن من الأناناس .
- 65 ألف طن من بذور السمسم .
- 50 ألف طن من الفاصوليا .
- 48 ألف طن من القطن .

بالإضافة إلى أقل من المنتجات الزراعية الأخرى.

### التعدين
تعد موزمبيق مصدر مهم  للألومنيوم، والبريليوم، والتنتالوم. حيث بلغت حصة موزمبيق في عام 2006 من إنتاج مناجم التنتالوم في العالم 6٪. البريليوم 5٪ ؛ والألمنيوم 2٪. في عام 2012، شكل قطاع التعدين 1.5٪ من الاقتصاد، وشكلت الطاقة 5٪. ومع ذلك، كان من المتوقع أن تتوسع هذه القطاعات بأكثر من 10٪ سنويًا بسبب زيادة إنتاج الفحم والغاز.

### السياحة
على الرغم من أنها  واحدة من أفضل الوجهات السياحية في العالم، إلا أن موزمبيق لديها أقل عدد سياحي بين جميع جيرانها باستثناء ملاوي.  وبعد الاستقلال عن البرتغال، دمرت الحرب الأهلية السياحة والحياة البرية في موزمبيق. وتوقفت السياحة بشكل كامل في عام 1975.  وبحلول نهاية التسعينيات، كانت السياحة هي أسرع القطاعات نموًا في اقتصاد موزمبيق. وفي عام 2003، شكلت السياحة حوالي 1.2٪ من الناتج المحلي الإجمالي للبلاد، ثم في عام 2005 نمت صناعة السياحة بنسبة 37٪، وهي أسرع معدل نمو لصناعة السياحة في العالم.

## الانتعاش الاقتصادي
أدت إعادة توطين لاجئي الحرب والإصلاح الاقتصادي الناجح إلى ارتفاع معدل النمو حيث بلغ متوسط معدل النمو من 1993 إلى 1999 6.7٪. بينما 1997 إلى 1999، بلغ متوسطها أكثر من 10٪ سنويًا. وأدت الفيضانات في أوائل عام 2000 إلى تباطؤ نمو الناتج المحلي الإجمالي إلى 2.1٪.
يعمل من 77 ٪ من السكان في الزراعة والتي لا تزال تعاني من عدم كفاية البنية التحتية والشبكات التجارية والاستثمار. 88٪ من الأراضي الصالحة للزراعة في موزمبيق لا تزال غير مزروعة. يمثل تركيز النمو الاقتصادي في هذا القطاع تحديًا كبيرًا للحكومة.

## اتجاه الاقتصاد الكلي
في نهاية الحرب الأهلية عام 1992، كانت موزمبيق من بين أفقر دول العالم. ولا تزال تُصنف من بين أقل البلدان نموا، مع وجود مؤشرات اجتماعية واقتصادية منخفضة للغاية. ومع ذلك، فقد شهدت في العقد الماضي انتعاشًا اقتصاديًا ملحوظًا. قدر نصيب الفرد من الناتج المحلي الإجمالي في عام 2000 بمبلغ 222 دولارًا؛ وفي منتصف الثمانينيات ، كان 120 دولارًا. مع ارتفاع الدين الخارجي، كانت موزمبيق أول بلد أفريقي يحصل على إعفاء من الديون بموجب المبادرة الأولية للبلدان الفقيرة المثقلة بالديون وفي أبريل 2000، تأهلت موزامبيق للبرنامج المعزز للبلدان الفقيرة المثقلة بالديون، وسيؤدي هذا إلى الإعفاء الكامل من حجم كبير من الديون الثنائية.
يبين الجدول التالي أهم المؤشرات الاقتصادية 1980-2017.
| العام                                         | 1980  | 1985   | 1990   | 1995   | 2000   | 2005  | 2006   | 2007  | 2008   | 2009  | 2010   | 2011   | 2012  | 2013  | 2014  | 2015  | 2016   | 2017   |
| --------------------------------------------- | ----- | ------ | ------ | ------ | ------ | ----- | ------ | ----- | ------ | ----- | ------ | ------ | ----- | ----- | ----- | ----- | ------ | ------ |
| الناتج المحلي الإجمالي (تعادل القوة الشرائية) | 2.09  | 2.10   | 3.19   | 4.29   | 8.04   | 13.83 | 15.66  | 17.27 | 18.82  | 20.17 | 21.78  | 23.81  | 26.00 | 28.30 | 30.96 | 33.35 | 35.05  | 36.73  |
| نصيب الفرد (تعادل القوة الشرائية)             | 172   | 157    | 235    | 268    | 440    | 658   | 720    | 772   | 818    | 853   | 896    | 952    | 1,010 | 1,069 | 1,136 | 1,192 | 1,219  | 1,244  |
| النمو                                         | 4.2 % | 1.0 %  | 1.0 %  | 2.2 %  | 1.7 %  | 8.7 % | 9.9 %  | 7.4 % | 6.9 %  | 6.4 % | 6.7 %  | 7.1 %  | 7.2 % | 7.1 % | 7.4 % | 6.6 % | 3.8 %  | 3.0 %  |
| التضخم (بالنسبة المئوية)                      | 2.0 % | 30.8 % | 43.7 % | 47.7 % | 12.7 % | 6.4 % | 13.2 % | 8.2 % | 10.3 % | 3.3 % | 12.7 % | 10.4 % | 2.1 % | 4.2 % | 2.3 % | 2.4 % | 19.2 % | 15.3 % |
| الدين (نسبة مئوية من الناتج المحلي الإجمالي)  | ...   | ...    | ...    | ...    | 118 %  | 70 %  | 47 %   | 36 %  | 36 %   | 42 %  | 43 %   | 38 %   | 40 %  | 53 %  | 62 %  | 88 %  | 119 %  | 102 %  |

## تحسين عدم التوازن التجاري
في السنوات الأخيرة، تجاوزت قيمة الواردات قيمة الصادرات بنحو 2: 1، وهو تحسن مقارنة بنسبة 4: 1 في سنوات ما بعد الحرب مباشرة. في عام 2000، بلغت الواردات 1.217 مليون دولار، والصادرات 723 مليون دولار. وقد ساهمت برامج الدعم التي  إلى حد كبير في تعويض النقص في ميزان المدفوعات. التوقعات على المدى المتوسط للصادرات مشجعة، حيث أن عددًا من مشاريع الاستثمار الأجنبي أدت نمو كبير في الصادرات.